# Morti nel 1985/Agosto
| Questa pagina contiene informazioni ricavate automaticamente dalle voci biografiche con l'ausilio del template Bio e di un bot. L'aggiornamento è periodico e automatico e ricostruisce completamente la pagina. Se manca una persona in questa lista, sei pregato di non aggiungerla, ma accertati piuttosto che la sua voce biografica contenga il template Bio e che i dati anagrafici siano correttamente compilati. Se il template Bio manca, inseriscilo tu stesso o, in alternativa, metti l'avviso {{tmp\|Bio}} che ne segnala la mancanza. Se i dati riportati sono sbagliati, correggi direttamente la voce biografica; le modifiche saranno visibili in questa lista entro pochi giorni. Per chiarimenti vedi il progetto biografie. La lista contiene solo le 102 persone che sono citate nell'enciclopedia e per le quali è stato implementato correttamente il template Bio. Pagina aggiornata al 3 mar 2024. |

- 1º agosto - Alois Carigiet, pittore, disegnatore e scrittore svizzero (n. 1902)
- 1º agosto - Helene Engelmann, pattinatrice artistica su ghiaccio austriaca (n. 1898)
- 1º agosto - Rodolfo Mayer, attore brasiliano (n. 1910)
- 1º agosto - Manuel Meana, calciatore spagnolo (n. 1901)
- 1º agosto - Jules Moch, politico, partigiano e ingegnere francese (n. 1893)
- 1º agosto - Fernando Previtali, direttore d'orchestra e compositore italiano (n. 1907)
- 1º agosto - Joseph Walker, direttore della fotografia statunitense (n. 1892)
- 2 agosto - Frank Faylen, attore statunitense (n. 1905)
- 2 agosto - Bob Holt, attore e doppiatore statunitense (n. 1928)
- 2 agosto - João Pereira Venâncio, vescovo cattolico portoghese (n. 1904)
- 3 agosto - Arduino Cerutti, politico e avvocato italiano (n. 1897)
- 3 agosto - Ludwig Jetzinger, calciatore austriaco (n. 1892)
- 3 agosto - Ennio Neri, compositore e poeta italiano (n. 1891)
- 3 agosto - Giuseppe Raimondi, scrittore italiano (n. 1898)
- 4 agosto - Leonid Aleksandrovič Antonov, regista cinematografico sovietico (n. 1909)
- 4 agosto - Adolph Braeckeveldt, ciclista su strada belga (n. 1912)
- 5 agosto - Vincenzo Zangara, giurista e politico italiano (n. 1902)
- 6 agosto - Roberto Antiochia, poliziotto italiano (n. 1962)
- 6 agosto - Ugo Bonafini, politico italiano (n. 1912)
- 6 agosto - Forbes Burnham, politico guyanese (n. 1923)
- 6 agosto - Ninni Cassarà, poliziotto italiano (n. 1947)
- 6 agosto - Iolanda Crimi, partigiana italiana (n. 1901)
- 6 agosto - Karl Diebitsch, artista e militare tedesco (n. 1899)
- 6 agosto - John Harmon, attore statunitense (n. 1905)
- 6 agosto - Enrico Ruberti, canottiere italiano (n. 1914)
- 6 agosto - Eugenio Gara, giornalista, scrittore e critico musicale italiano (n. 1888)
- 7 agosto - Grayson Hall, attrice statunitense (n. 1922)
- 7 agosto - Juan Nelson, giocatore di polo argentino (n. 1891)
- 7 agosto - Gábor Szegő, matematico ungherese (n. 1895)
- 8 agosto - Louise Brooks, attrice, ballerina e showgirl statunitense (n. 1906)
- 8 agosto - Alfredo De Marsico, avvocato, giurista e politico italiano (n. 1888)
- 8 agosto - Milton H. Greene, fotografo e produttore cinematografico statunitense (n. 1922)
- 8 agosto - Volrico Travaglini, economista italiano (n. 1894)
- 8 agosto - Gennaro Vitiello, regista teatrale e attore teatrale italiano (n. 1929)
- 8 agosto - Leo Weisgerber, linguista tedesco (n. 1899)
- 9 agosto - Fred Åkerström, cantante svedese (n. 1937)
- 10 agosto - Liliana Grassi, architetta e storica dell'architettura italiana (n. 1923)
- 10 agosto - Isabella Riva, attrice italiana (n. 1890)
- 11 agosto - János Drapál, pilota motociclistico ungherese (n. 1948)
- 11 agosto - Josef Fath, calciatore tedesco (n. 1911)
- 11 agosto - Luigi Ganelli, allenatore di calcio e calciatore italiano (n. 1920)
- 11 agosto - Willem Johan van Bloomestein, ingegnere olandese (n. 1905)
- 12 agosto - Aldo Crudo, scrittore e sceneggiatore italiano (n. 1915)
- 12 agosto - Folke Fridell, scrittore svedese (n. 1904)
- 12 agosto - Antonio Innocenti, calciatore italiano (n. 1922)
- 12 agosto - Pasquale Prunas, giornalista, grafico e regista italiano (n. 1924)
- 12 agosto - Kyū Sakamoto, cantante, compositore e attore giapponese (n. 1941)
- 12 agosto - Manfred Winkelhock, pilota automobilistico tedesco (n. 1951)
- 13 agosto - Shiva Naipaul, scrittore trinidadiano (n. 1945)
- 13 agosto - Marion Martin, attrice statunitense (n. 1909)
- 14 agosto - Manuel Armangué, pallanuotista spagnolo (n. 1901)
- 14 agosto - Marie Bell, attrice francese (n. 1900)
- 14 agosto - Sergio Galeotti, architetto e stilista italiano (n. 1945)
- 14 agosto - Alfred Hayes, sceneggiatore, scrittore e poeta britannico (n. 1911)
- 14 agosto - Lina Heydrich,  tedesca (n. 1911)
- 14 agosto - Andrea Preus, calciatore italiano (n. 1898)
- 14 agosto - Gale Sondergaard, attrice statunitense (n. 1899)
- 16 agosto - Horst Klauck, calciatore tedesco (n. 1931)
- 16 agosto - Mario Majoni, pallanuotista e allenatore di pallanuoto italiano (n. 1910)
- 16 agosto - Anton Ploderer, calciatore e allenatore di calcio austriaco (n. 1924)
- 16 agosto - Géza Toldi, calciatore e allenatore di calcio ungherese (n. 1909)
- 17 agosto - Gaspare Ambrosini, politico, magistrato e costituzionalista italiano (n. 1886)
- 17 agosto - Carlo Giorda, alpinista italiano (n. 1946)
- 18 agosto - Mario Longo Dorni, vescovo cattolico italiano (n. 1907)
- 18 agosto - Josip Primožic, ginnasta jugoslavo (n. 1900)
- 19 agosto - Käte Oswald, attrice tedesca (n. 1890)
- 20 agosto - Donald Olding Hebb, psicologo canadese (n. 1904)
- 20 agosto - Kenneth Kennedy, pattinatore di velocità su ghiaccio, hockeista su ghiaccio e dirigente sportivo australiano (n. 1913)
- 21 agosto - Sverre Berglie, calciatore norvegese (n. 1910)
- 21 agosto - Cesare Marchia, politico italiano (n. 1905)
- 22 agosto - Aleksandra Chochlova, attrice sovietica (n. 1897)
- 22 agosto - Charles Gibson, storico e etnologo statunitense (n. 1920)
- 22 agosto - Gisa Radicchi Levi, montatrice italiana (n. 1905)
- 23 agosto - Luigia Barin, politica italiana (n. 1935)
- 23 agosto - Feitiço, calciatore brasiliano (n. 1901)
- 23 agosto - Joseph Novales, ciclista su strada spagnolo (n. 1937)
- 23 agosto - Edoardo Palombi, generale e prefetto italiano (n. 1916)
- 23 agosto - Gaetano Sardiello, politico e avvocato italiano (n. 1890)
- 24 agosto - Paul Creston, compositore e pianista statunitense (n. 1906)
- 24 agosto - Morrie Ryskind, drammaturgo, paroliere e sceneggiatore statunitense (n. 1895)
- 25 agosto - Eugenio Dellacasa, calciatore e pallanuotista italiano (n. 1901)
- 25 agosto - Jee Yong-ju, pugile sudcoreano (n. 1948)
- 25 agosto - Samantha Smith, attivista e attrice statunitense (n. 1972)
- 25 agosto - Pino Zac, fumettista, regista e animatore italiano (n. 1930)
- 26 agosto - Ramón Ernesto Cruz Uclés, politico honduregno (n. 1903)
- 26 agosto - Åke Fridell, attore svedese (n. 1919)
- 26 agosto - Domenico Rosati, allenatore di calcio e calciatore italiano (n. 1929)
- 28 agosto - Iván Marino Ospina, militare colombiano (n. 1940)
- 28 agosto - Ruth Gordon, attrice, commediografa e sceneggiatrice statunitense (n. 1896)
- 28 agosto - Miguel Otero Silva, poeta venezuelano (n. 1908)
- 29 agosto - Evelyn Ankers, attrice statunitense (n. 1918)
- 29 agosto - Patrick Barr, attore britannico (n. 1908)
- 29 agosto - Marcello Fraulini, scrittore italiano (n. 1905)
- 29 agosto - Leo Freisinger, pattinatore di velocità su ghiaccio statunitense (n. 1916)
- 29 agosto - Nicola Monfredi, politico e avvocato italiano (n. 1946)
- 29 agosto - Michel Pécheux, schermidore francese (n. 1911)
- 29 agosto - Aaron Marc Stein, scrittore statunitense (n. 1906)
- 30 agosto - Paul Bryar, attore statunitense (n. 1910)
- 30 agosto - Taylor Caldwell, scrittrice britannica (n. 1900)
- 30 agosto - Philly Joe Jones, batterista statunitense (n. 1923)
- 30 agosto - Tatiana Proskouriakoff, archeologa statunitense (n. 1909)
- 31 agosto - Frank Macfarlane Burnet, immunologo australiano (n. 1899)